# Санный центр Уистлера

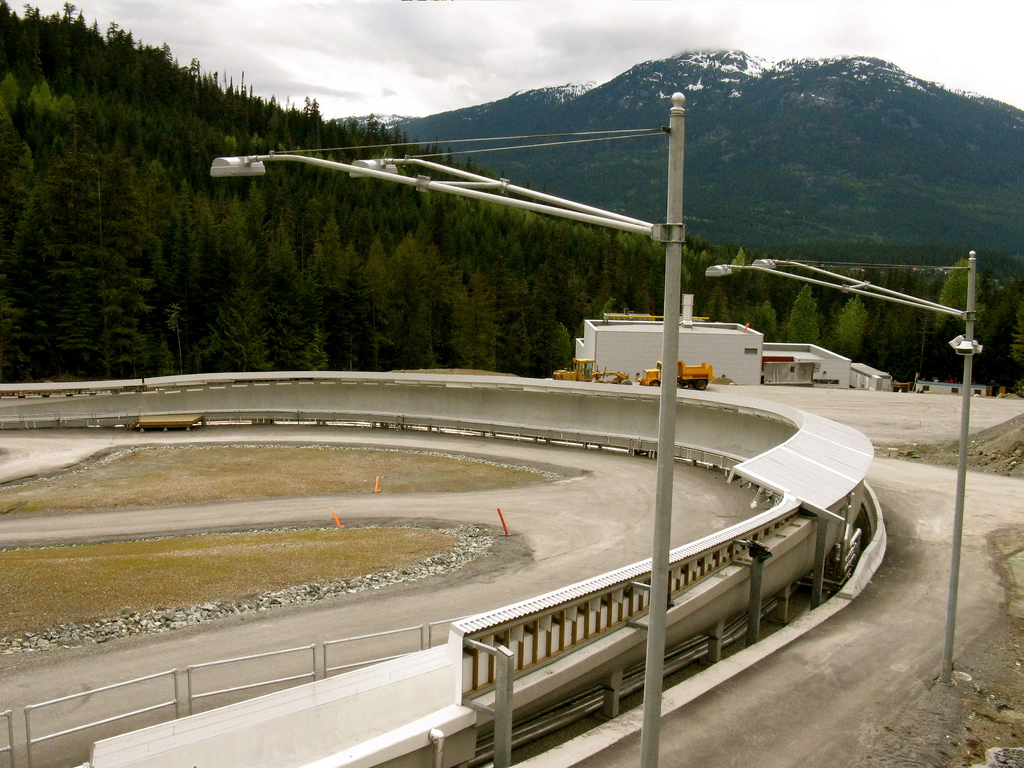
Трасса 2008 год

Санный центр Уистлера — это комплекс бобслейных, саночных и скелетонных трасс в долине Фитцсиммонс крик вблизи канадского города Уистлер (Британская Колумбия) в 125 км к северу от Ванкувера.
Санный центр расположен на склонах горы Блэккомб.
Строительство санного центра было начато 1 июня 2005 года. Первые соревнования прошли здесь в феврале 2008 года.

## Несчастные случаи
Грузинский саночник Нодар Кумариташвили погиб 12 февраля 2010 года после аварии на этой санно-бобслейной трассе. Это произошло за несколько часов до начала XXI Зимних Олимпийских Игр.